# Vote Leave
« Vote Leave » est le nom de la plus importante des organisations politiques créée au Royaume-Uni (en octobre 2015) pour soutenir les votes en faveur du Brexit lors d’un Référendum sur l'appartenance du Royaume-Uni à l'Union européenne.
Le 13 avril 2016, dans le cadre d'une campagne multipartite, cette organisation a été désignée par la Commission électorale du Royaume-Uni comme l’organisation officielle de campagne en faveur de la sortie de l'Union européenne lors du référendum.
Les fondateurs de Vote Leave sont deux stratèges politiques : Matthew Elliott et Dominic Cummings. Ils ont associé des députés du Parti conservateur, du Parti travailliste et un unique député de l’UKIP (Douglas Carswell), ainsi que de l'eurodéputé Daniel Hannan et de son homologue conservateur et climatosceptique Lord Lawson. La députée travailliste Gisela Stuart a coprésidé et coorganisé puis présidé la campagne avec le député conservateurs Michael Gove. Le maire sortant de Londres Boris Johnson est rapidement devenu figure de proue de la campagne de Vote Leave. Des directeurs de vote, dont Douglas Carswell, Michael Gove, Bernard Jenkin et Anne-Marie Trevelyan, étaient tous membres de l'influent Groupe de recherche européen (doté en ressources par l'IPSA ; l'IPSA est l'Independent Parliamentary Standards Authority (IPSA), une autorité indépendante crée par la loi de 2009 sur les normes parlementaires, en grande partie pour répondre au scandale des dépenses parlementaires de 2009).

Tout au long de la campagne référendaire, Vote Leave a coopéré avec les trois groupes de campagnes eurosceptiques et pro-Brexit de Labour Leave, du parti des conservateurs pour la Grande-Bretagne (Conservatives for Britain) et le parti des affaires pour la Grande-Bretagne (Business for Britain).

Au référendum (du jeudi 23 juin 2016), la majorité des votants ont opté pour le Brexit (51,9% des voix) et en septembre 2016, un parti dénommé « Reform Britain » a été créé pour succéder à « Vote Leave ».
Le 23 juin et les jours suivants, « Vote Leave » et son organisation rivale, « Britain Stronger in Europe », ont été critiqués par de nombreux médias et universitaires pour une campagne qualifiée de "désastreuse" par l' Electoral Reform Society, en raison de manque grave d'informations appropriées données au grand public, voire de désinformations.

Le 17 juillet 2018, « Vote Leave" a été condamné à une amende de 61 000 £ pour infraction aux lois électorales (plafond de dépense dépassé). Et une enquête a été ouverte par police pour d’éventuelles autres illégalités ; et il est apparu que dans le cadre du scandale Facebook-Cambridge Analytica, de nombreux votes ont été influencés, via les réseaux sociaux, par des messages ciblés, construits sur la base de profils psychologiques, selon des techniques inspirées de la guerre psychologique. Les messages étaient créés par la société canadienne AggregateIQ, sur la base de millions de données personnelle volée par Cambridge Analytica dans les comptes d’utilisateurs de Facebook.

## Sens de l'expressionVote Leave
En anglais, Vote Leave et une expression à double sens évoquant à la fois la notion de « permission de voter » et l’injonction « votez le départ » (…de l’Union Européenne).

## Histoire

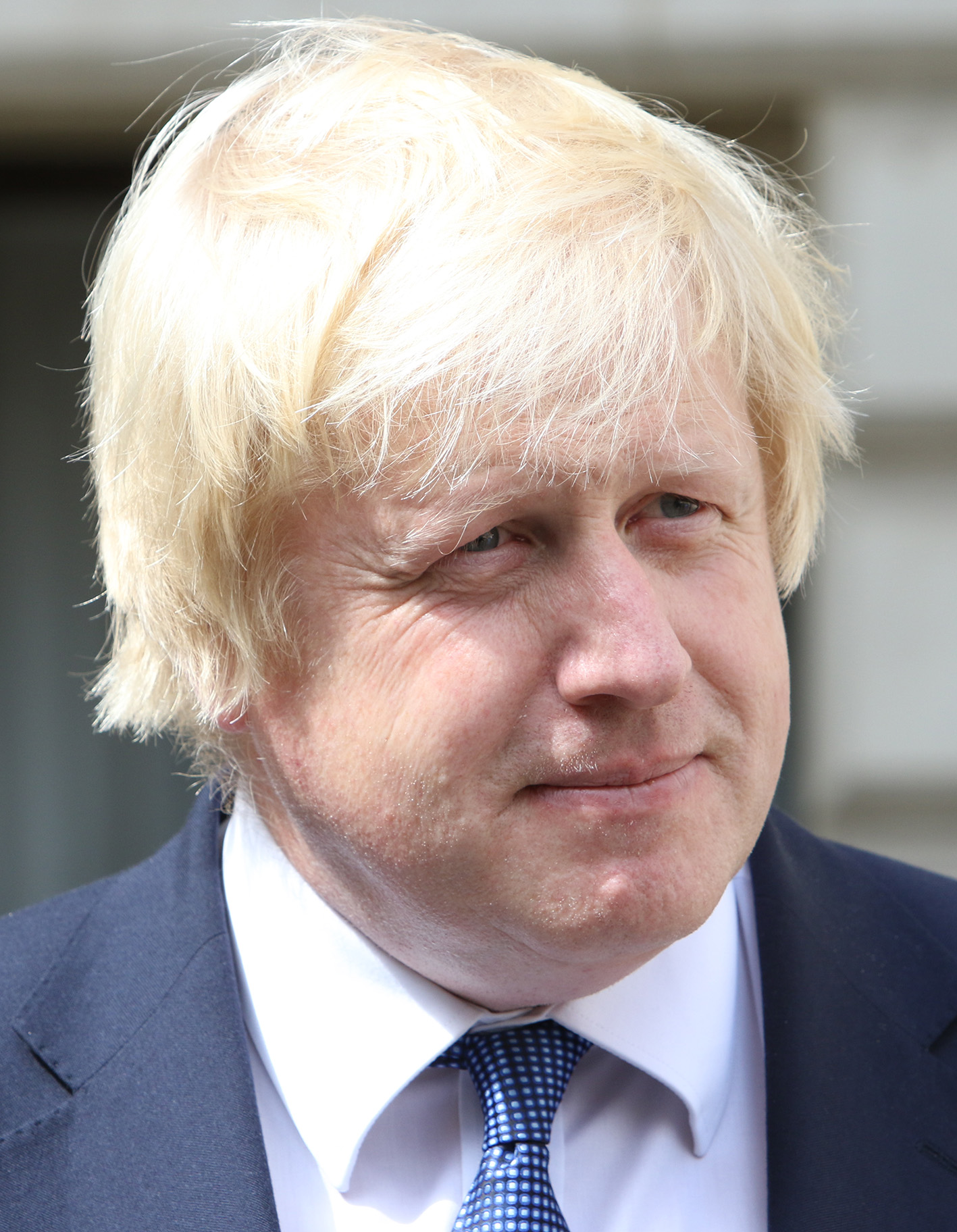
Boris Johnson a été une figure-clé de la campagne de « Vote Leave »

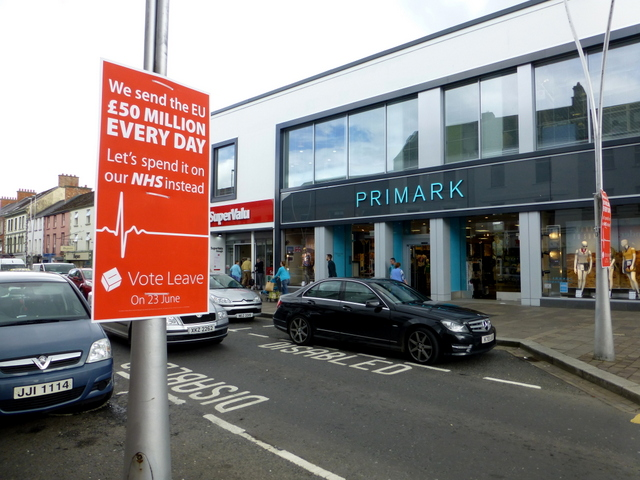
Une affiche de "Vote Leave" à Omagh, disant Nous envoyons à l'UE 50 millions de livres sterling chaque jour. Dépensons-les plutôt pour notre NHS

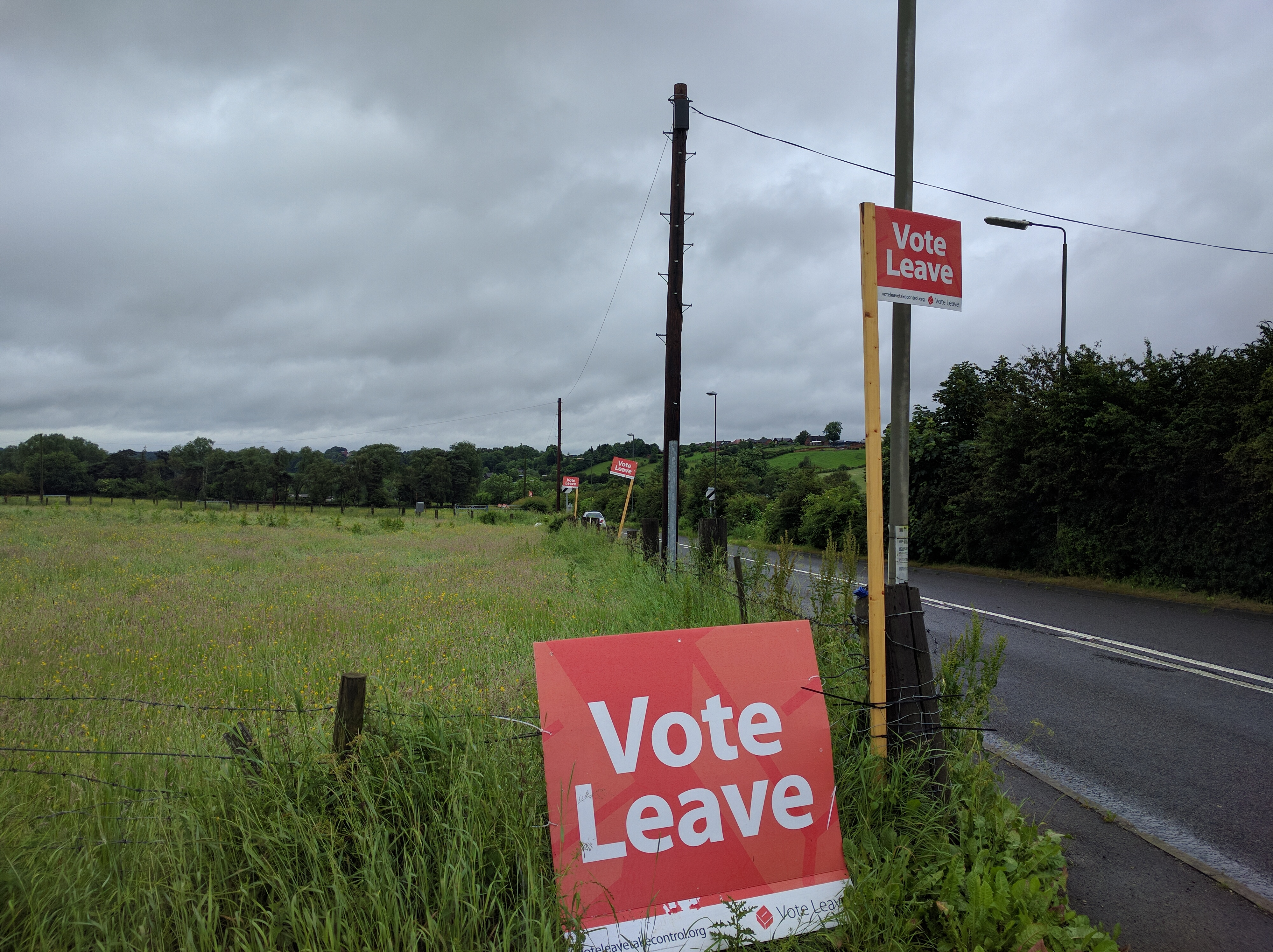
Exemple de matériel de campagne de Vote Leave

Le 8 octobre 2015 avec le soutien de députés, dont la députée travailliste Kate Hoey et le député de l’UKIP, Douglas Carswell, et de partisans du monde des affaires, dont le fondateur de la société financière CMC Markets, Peter Cruddas, l'entrepreneur Luke Johnson et l'homme d'affaires John Mills (le plus grand donateur individuel du parti travailliste,,,, Matthew Elliott, fondateur et ancien PDG du groupe de pression TaxPayers' Alliance (TPA)  et Big Brother Watch, qui fut aussi le directeur de la campagne NOtoAV réussie en 2011, a été annoncé comme directeur général du parti « Vote Leave ».

Mais c’est le député Boris Johnson qui en est rapidement devenu le leader.
Le 2 novembre 2015, Vote Leave a appelé le British Polling Council (association de sociétés d'études de marché dont les sondages d'opinion sont régulièrement publiés ou diffusés dans les médias du Royaume-Uni) à enquêter sur de supposées « violations graves » des règles du Conseil par l'organisme de vote YouGov dans une enquête menée en 2013 pour la Confederation of British Industry(CBI). Un sondage semblait indiquer que huit entreprises sur 10 soutenaient le maintien de l'adhésion de la Grande-Bretagne à l'UE. Selon Leave ce sondage était basé sur un échantillonnage biaisé, qui a  "induit le public en erreur sur les opinions des entreprises britanniques sur l'UE durant près de deux ans",.
La réponse officielle du « British Polling Council » a conclu que YouGov n'avait "pas fourni une explication adéquate des procédures d'échantillonnage utilisées pour le sondage" lors de la publication de l'enquête.
Vote Leave a décrit la CBI comme « la Voix de Bruxelles » et a publié des données pouvant laisser supposer que la CBI avait reçu plus d'un million de livres sterling de financement de l'UE durant les six années précédentes.
En novembre, à la suite d'une enquête de la Chambre des Lords sur la relation entre l'adhésion à l'UE et la science britannique, « Vote Leave » a soumis un avis selon lequel la recherche scientifique anglaise devrait remplacer l'adhésion à l'UE par une priorité fondamentale donnée à la recherche dans la politique nationale. Selon Vote Leave (décembre 2015) les coûts de l'adhésion à l'UE dépassent pour le Royaume-Uni les avantages du marché unique de l'UE, comme indiqué dans les propres chiffres de la Commission européenne,.

## Leaders et thèmes de campagne «Vote Leave»
Le 3 février 2016, Vote Leave annonce que l'ancien chancelier (conservateur) de l'Échiquier, Lord Lawson remplacerait (par intérim), le président du Conseil des votes. 
Lord Forsyth (ancien secrétaire d'État pour l'Écosse), est aussi nommé au Conseil à cette époque,.
Le 20 février 2016, à la suite de l'annonce par David Cameron de la tenue du référendum sur l'UE le 23 juin 2016, cinq ministres du Cabinet ont publiquement déclaré leur soutien à « Vote Leave »: Michael Gove, Lord Chancellor and Justice Secretary, Chris Grayling, Leader of the House of Commons, Iain Duncan Smith, le secrétaire d'État au Travail et aux Pensions, John Whittingdale, le secrétaire à la Culture, Theresa Villiers, la secrétaire d'État pour l'Irlande du Nord, et le ministre participant au cabinet Priti Patel, le ministre d'État à l'Emploi,,.
Le lendemain (21 février), le maire de Londres de l'époque, Boris Johnson annonce soutenir la campagne anti-Brexit de Vote Leave,,, et il s'y impliquera de plus en plus jusqu'au référendum.
Le 15 juin 2016, Vote Leave présente sa « feuille de route » et définit selon Vote Leave, ce qui se passera si la Grande-Bretagne quittait l'UE.
Ce plan de campagne suggère aussi divers projets de lois pour :
- supprimer la TVA (qui est de 5%) sur les dépenses d'énergie des ménages ;
- réduire le droit d'asile et augmenter le contrôle de l'immigration, mettre fin au droit automatique des citoyens de l'UE d'entrer en Grande-Bretagne[25] ;
- augmenter le budget du National Health Service (de 100 millions de livres supplémentaires par semaine, ce qui sera possible selon Vote Leave grâce aux économies faites en ne finançant plus le budget de l'Union Européenne)[25] ;
- sortir du droit européen et des traités européens en abrogeant la Loi de 1972 sur les Communautés européennes. La Cour de justice de l'Union européenne (CJUE) n'aura plus de compétences au Royaume-Uni, ce qui permettra d'augmenter le libre-échange ; de commencer à négocier ses propres accords avec les pays tiers, et de cesser de contribuer au budget de l'UE[25].

## Comité de la campagne Vote Leave
Le 13 mars 2016, le « Vote Leave Campaign Committee » a été présenté au public.

Cette annonce a coïncidé avec la nomination de la députée travailliste Gisela Stuart comme nouvelle présidente de Vote Leave (elle remplace alors Lord Lawson). Elle est assistée de Gisela Stuart et de Michael Gove comme co-organisateurs du comité
Ce Comité est l'organe directeur de la principale campagne pro-Bexit, la référence politique en termes de sortie de l’Union Européenne pour le public anglais.
Le comité se réunissait chaque semaine pour définir ou réorienter la stratégie de campagne de Vote Leave.

### Membres
Les membres de ce comité de campagne pour le Brexit étaient :
- Michael Gove (co-organisateur), député conservateur pour le Surrey Heath, Lord grand chancelier (équivalent anglais d'un et garde des sceaux et d'un Secrétaire d'État à la Justice, dirigeant le ministère de la Justice ;
- Gisela Stuart (Co-organisatrice), membre du Parti travailliste, élue par la circonscription de Birmingham Edgbaston ;
- Matthew Elliott (directeur général). Ce consultant en Marketing politique était (en 2016) considéré comme l’un des lobbyistes et activistes politiques les plus influents du pays auprès du Parlement[27], ayant conseillé plusieurs grandes campagnes politiques et proches de la Russie. directeur général de la TaxPayers 'Alliance en 2004, Big Brother Watch and Business for Britain. En 2012, il est membre fondateur des « Amis conservateurs de la Russie » (certains commentateurs ont estimé que par lui, la Russie tirait les ficelles du Brexit[28]. Selon lui, il « a assisté à une réception des Amis conservateurs de la Russie en 2012 et à un voyage de 10 jours dans le pays, mais a dit à New Statesman, puis n’y a plus eu d’implication »[29]. Il a dirigé la campagne réussie de NOtoAV pour le référendum de 2011 ;
- Dominic Cummings (Directeur de campagne), ancien conseiller du gouvernement[30] ;
- Boris Johnson, Député conservateur pour la circonscription d’Uxbridge and South Ruislip, et ancien Maire de Londres ;
- Steve Baker, parlementaire conservateur pour la circonscription de Wycombe, ancien militaire et consultant en informatique, devenu coprésident en juin 2015 de Conservative for Britain, une organisation composée de députés eurosceptiques et de militants[31], président du Groupe de recherche européen (ERG) de 2016 à 2018 ;
- Douglas Carswell, membre de l’UKIP (parti, d'inspiration nationaliste, anti-européen[32], régulièrement accusé de dérives racistes et islamophobes[33],[34]) ; Douglas Carswell en est parlementaire élu dans la circonscription de Clacton ;
- Ian Davidson, ancien parlementaire du Parti travailliste (Royaume-Uni) (Labour) pour la circonscription de Glasgow South West, ancien assistant de Janey Buchan quand elle était députée européenne ;
- Nigel Dodds, avocat, député leader du Parti unioniste démocrate d’Irlande du Nord, pour la circonscription de Belfast North ;
- Iain Duncan Smith, parlementaire conservateur pour la circonscription de Chingford and Woodford Green ;
- Frank Field, parlementaire du parti du Parti travailliste (Royaume-Uni) pour la circonscription de Birkenhead, ancien Ministre de la réforme du bien-être (1997-1998) sous le 1er Gouvernement de Tony Blair ;
- Michael Forsyth (Lord), financier et ancien parlementaire conservateur pour la circonscription de Stirling et ancien que Secrétaire d'État pour l'Écosse dans le cabinet de John Major de 1995 à 1997 ;
- Liam Fox, parlementaire conservateur pour le  North Somerset, ancien Secrétaire d'État à la Défense
- Chris Grayling, élu Conservateur pour la circonscription d’Epsom and Ewell, Leader de la Chambre des communes ;
- Daniel Hannan, Conservateur (et député européen europhobe), représentant de la circonscription South East England, président-fondateur de l’« Initiative for Free Trade », Think tank et groupe de pression présentant le Brexit comme une opportunité pour revitaliser le système traditionnel du commerce mondial[35]. The Guardian l’a présenté en 2018 comme « l’homme qui vous a apporté le Brexit »[36] ;
- Paul Keetch (décédé le 24 mai 2017) était un homme politique et lobbyiste, ancien centriste (libéral-démocrate qui fut député (de 1997 à 2010) pour la circonscription de Hereford ;
- Nigel Lawson (Lord), ancien député conservateur pour la circonscription de Blaby et chancelier de l'Échiquier, c’est-à-dire ministre du gouvernement du Royaume-Uni chargé des finances et du trésor, à la tête du Trésor de Sa Majesté, un poste de plus en plus considéré comme le plus important après celui de 1er ministre ;
- Andrea Leadsom, financière, membre du Parti conservateur, élue pour la circonscription du South Northamptonshire, et qui sera ensuite Leader de la Chambre des communes sous le Gouvernement de Boris Johnson, puis Secrétaire d'État à l'Environnement, à l'Alimentation et aux Affaires rurales et Ministre d'État à l'Énergie sous le Gouvernement de Theresa May ;
- John Longworth, homme d'affaires, directeur général de la Chambre de Commerce Britannique de septembre 2011 à mars 2016, suspendu de ce poste pour avoir soutenu le Brexit dans un colloque de la Chambre de Commerce du pays, alors que son poste exigeait au moins une neutralité de point de vue à cet égard, de nombreux industriels redoutant les effets Brexit pour leurs affaires[37],[38],[39],[40] ;
- David Owen, lord, ancien du SDP élu pour la circonscription de Plymouth Devonport, ancien Secrétaire d'État aux Affaires étrangères et du Commonwealth  ;
- Priti Patel, femme politique du Parti conservateur, et nommée secrétaire d'État à l'Intérieur  du second gouvernement de Boris Johnson le 24 juillet 2019 ;
- Dominic Raab, conservateur, élu pour la circonscription d’Esher and Walton, qui sera ensuite Premier secrétaire d'État et nommé secrétaire d'État des Affaires étrangères et du Commonwealth le 24 juillet 2019, dans le gouvernement de Boris Johnson ; il a été nommé le 9 juillet 2018, ministre du Brexit (secrétaire d'État à la Sortie de l'Union européenne) en remplacement de David Davis, démissionnaire la veille[41] ; il démissionne lui-même de ce poste le 15 novembre 2018, en désaccord avec l'accord conclu par Theresa May avec l'Union européenne pour le Brexit[42] ;
- Graham Stringer, membre du Parti travailliste (Royaume-Uni) (Labour), élu par la circonscription de Blackley and Broughton ;
- Theresa Villiers, Conservatrice, élue pour la circonscription de Chipping Barnet, ancienne députée européenne (de 1999 à 2005, élue par la circonscription de Londres au Parlement européen, ancienne Secrétaire d'État pour l'Irlande du Nord, elle sera ensuite (2019 - 2020) secrétaire d'État à l'Environnement, à l'Alimentation et aux Affaires rurales dans le gouvernement de Boris Johnson ;
- John Whittingdale, homme politique britannique, membre du Parti conservateur et secrétaire d'État à la Culture du Royaume-Uni de 2015 à 2016 et élu parlementaire par la circonscription de  Maldon ;

### Administration du parti«Vote Leave»
L’administration de ce Parti de campagne était assurée par les personnes suivantes (légalement responsable de la campagne) :
- Gisela Stuart (présidente), députée travailliste élue par la circonscription de Birmingham Edgbaston
- John Mills (vice-président), homme d'affaires, fondateur et président de JML
- Arabella Arkwright
- Martin Bellamy, PDG du Groupe Salamanca
- Peter Cruddas, banquier, homme d'affaires, fondateur de CMC Markets
- Suzanne Evans, porte-parole de l’UKIP
- Michael Forsyth (Lord), financier et ancien parlementaire conservateur élu par la circonscription de Stirling, et ancien que Secrétaire d'État pour l'Écosse dans le cabinet de John Major de 1995 à 1997
- Alan Halsall, ancien président de la compagnie Silver Cross
- Daniel Hodson, ancien directeur général de LIFFE (London International Financial Futures and options Exchange)
- Bernard Jenkin, élu conservateur par la circonscription d'Harwich et Essex du Nord depuis 1992 (avec changement de découpage et de nom de sa circonscription en 1997)[43], euro sceptique de longue date et (après le référendum) fervents partisan du lobby eurosceptique Leave Means Leave[44]
- Jon Moynihan, ancien président exécutif de PA Consulting Group[4]
- Graham Stringer, élu du Parti travailliste (Royaume-Uni) (Labour) par la circonscription de Blackley and Broughton
- Anne-Marie Trevelyan, députée conservatrice de la circonscription Berwick-upon-Tweed
- Stuart Wheeler, fondateur d’IG Index, société financière londonienne.
- Victoria Woodcock, directrice des opérations de la campagne Vote Leave
- Christopher Montgomery, ancien chef du Parti des démocrates unionistes nord-irlandais[45],[46].

### Membres de soutien («supporters»)
Parmi les soutiens et sponsors les plus connus au mouvement figurent quelques millionnaires et grands patrons ou hommes d'affaires, dont :
- Anthony Bamford, patron de JCB (qui a donné £100.000 à Vote Leave)[47]
- Tim Martin, président d'une chaine de près de 900 bars (pubs) Wetherspoon
- Elaine Harries, directrice exécutive de la société de livraisons Action Express
- Patrick Sheehy, ancien président du géant du tabac British American Tobacco
- Steve Dowdle, ancien vice-president Europe de Sony
- Peter Goldstein, fondateur de la chaîne de produits d'hygiène Superdrug,
- David Sismey, élu conservateur et l'un des anciens de JP Morgan puis dirigeants de Goldman Sachs au Royaume-Uni (jusqu'en mars 2019 où il a choisi de se consacrer à la politique)[48],
- Neville Baxter, directeur de RH Development Property Ltd (société de véhicules commerciaux)[49]
- John Caudwell, entrepreneur et philanthrope[50]
- Joe Foster, fondateur de Reebok[50]
- Michael Freeman, cofondateur du groupe Argent (argent group, llc.) et l'un des plus grands donateurs du Parti des conservateurs[9] ; il a déclaré £348,000 de dons pour la campagne de Vote Leave[51]
- Oliver Hemsley, fondateur de Hemsley & Co Securities, PDG de Numis Securities[50] et donateur du parti conservateur[52]
- Robert Hiscox, président honoraire de Hiscox Insurance[49] (Hiscox Ltd, compagnie basée aux Bermudes)[53]
- Alexander S. Hoare, banquier, chez C. Hoare & Co[9]
- John Hoerner, ancien directeur executive du Groupe Tesco pour l’Europe centrale, puis consultant[54]
- Luke Johnson, chroniqueur au Financial Times, ancien PDG de Channel 4 Television, capital-risqueur, président du groupe de lobbyistes Westbourne Communications, et de la société de capital-investissement Risk Capital Partners LLP, président et copropriétaire de Patisserie Holdings, Bread Ltd, patron de « Patisserie Valerie »[50], de Red Hot World Buffet, de l'opérateur de croisières en ligne Cruise.co.uk et de Neilson Active Holdings[55].
- Crispin Odey, gestionnaire de fonds spéculatifs, basé à Londres et partenaire fondateur d'Odey Asset Management[56], membre de la famille Murdoch
- Andrew Roberts, historien thatchérien et eurosceptique[9]

Parmi les members du Parlement ayant supporté l'organisation figuraient [réf. nécessaire] :
- Douglas Carswell du parti UKIP
- Kelvin Hopkins, du Labour MP
- Steve Baker, conservateur
- Bernard Jenkin, conservateur
- Owen Paterson, conservateur
- Lord Trimble, conservateur et ancien chef du parti des unionistes d'Irlande du Nord.

## Relations avec d'autres groupes
Vote Leave s'est essentiellement concentré sur les arguments économiques susceptibles à ses yeux de justifier une sortie de l'Union européenne, alors que Leave.EU mettait surtout en avant les sujets liées à l'immigration. Ceci a conduit à des situations où Vote Leave et Leave.EU se contredisaient, et parfois à des attaques directes entre personnes ou représentants de ces deux groupes pro-Brexit.
Des luttes intestines se sont développées à la fois au sein de Vote Leave et au sein de Leave.EU. Avec la désillusion avec Cummings, elles ont conduit à la création d'un nouveau parti de campagne : Grassroots Out (GO), officiellement lancé le 23 janvier 2016 à Kettering, par des élus de plusieurs bords, et intégrant l'extrême droite : Nigel Farage a d'abord soutenu Vote Leave, qu'il a quitté, pour Leave.EU puis pour GO dont il a été l'un des leaders. L'homme d'affaires britannique (et un donateur politique) Arron Banks, cofondateur (avec Richard Tice) de la campagne Leave.EU,,, qui était antérieurement l’un des plus gros donateurs du Parti pour l’indépendance du Royaume-Uni (UKIP) a aussi aidé Nigel Farage à faire campagne pour le Brexit, a aussi été un donateur majeur pour le nouveau parti « GO »...alors que Vote Leave est resté un parti politique de campagne représentant principalement les points de vue conservateurs.
Bien que les groupes se soient engagés à travailler ensemble, leurs relations ont été difficiles, certaines sources affirmant que « la répugnance au sein du camp du Brexit dépasse même celle entre Rester et Partir ». N. Farage a déclaré que Vote Leave était dirigé par des « apparatchiks » et des « crétins », affirmant que l'organisation « informe chaque jour que je suis toxique, je décourage les électeurs, et il n'y a absolument aucune preuve statistique à l'appui, du tout.... Ce sont des mensonges de penser que vous pouvez gagner une campagne référendaire avec Boris Johnson et les goûts du cabinet ». Il s'est montré très irrité quand le seul député de l'UKIP, Douglas Carswell, a rejoint Vote Leave.
Andy Wigmore, directeur des communications de Leave.EU, a déclaré à Private Eye que « nos sondages privés montrent que le camp Remain gagnera si nous continuons comme nous le faisons actuellement ».
Lorsque Nigel Farage a été sélectionné pour une interview par les journalistes Robert Peston d'ITV au lieu d'un représentant de Vote Leave, Vote Leave a publié une déclaration accusant Peston de partialité et de « conséquences » menaçantes pour le diffuseur si les membres de Vote Leave formaient un gouvernement post-référendum.
Michael Grade, homme d'affaires et ancien responsable de plusieurs chaines de radiotélévision. Conservateur et Pair à vie et ancien chef de la BBC et d'ITV, a accusé Vote Leave d'utiliser des "tactiques d'intimidation" "inacceptables". En réponse, Farage a déclaré: "Je ne me comparerai à aucun des autres.... Mais je connais bien le sujet. Je le fais depuis longtemps."

## Partis politiques etVote Leave
Les conservateurs et l'extrême droite ont soutenu le Brexit.
Certains députés travaillistes souhaitant quitter l'Union européenne « pour des raisons de gauche » ont exprimé leur inquiétude d'être marginalisés par la domination des conservateurs et de l'UKIP dans la campagne conduite par Vote Leave, d'autant que le 5 février 2016, le donateur travailliste John Mills a été remplacé par Lord Nigel Lawson (son homologue conservateur) à la tête du groupe ; ceci a incité une source proche de la campagne à dire au journal The Morning Star : « Étant donné que nous devons convaincre les électeurs travaillistes et socialistes pour gagner, comment pouvons-nous avoir un grand conservateur à la tête de la campagne ? La position du Labour Leave (groupe de campagne informel du Labour) dans la campagne sera très difficile après cela ».
La représentante du Parti vert de l'Angleterre et du pays de Galles à la Chambre des lords et ancienne maire-adjointe de Londres, la baronne Jones, qui a été (de 2000 à la date de sa décision en septembre 2019) l'unique membre du Parti vert à la Chambre des lords, estimant notamment que l'Europe n'était pas assez démocratique, a dans un premier temps soutenu Vote Leave. Puis elle lui a retiré son soutien, à la suite de la décision de Vote Leave  de nommer Lord Lawson à sa présidence, tweetant qu'elle « voterait pour quitter l'UE mais ne pouvait pas travailler avec une organisation avec si peu de jugement qu'elle place Lawson à sa tête ». Cependant, mi-mars, la députée travailliste Gisela Stuart a remplacé Lawson comme présidente de Vote Leave.

## Économistes pour le Brexit
La campagne de Leave Vote a maintenu des liens très étroits avec le groupe de lobbying Economists for Brexit (maintenant appelé Economists for Free Trade), allant jusqu'à partager le même numéro de téléphone,.

## Détournements de subventions d'organismes de bienfaisance?
Matthew Elliott, directeur général de Vote Leave, était l'ancien directeur général de la TaxPayers 'Alliance (TPA) et fondateur du Trust : Politics and Economics Research Trust (PERT) en 2004.

La députée travailliste et ancienne ministre du cabinet fantôme de l'Europe, Emma Reynolds, a alerté la Charity Commission (département gouvernemental non ministériel réglementant les organismes de bienfaisance) sur les activités de la TPA et du PERT dans le cadre du Brexit, écrivant notamment que « le PERT pourrait peut-être violer les engagements juridiquement contraignants des organismes de bienfaisance destinés à préserver leur indépendance, en particulier concernant l'activité politique et la réalisation des objectifs de bienfaisance ». Sur 532 000 £ versés par PERT en subventions en 2014, 300 000 £ sont allés à la TPA, et 205 000 £ à Business for Britain, deux organismes œuvrant au Brexit ou ouvertement eurosceptique. Et 10.000 £ sont allés à Global Britain, qui a aussi fait campagne pour le Brexit. Or, a loi britannique sur les organismes de bienfaisance interdit de les utiliser à des fins politiques.

## Controverses sur les méthodes; fonds de campagne et d'influence illégaux

### Stratégie d'intimidation et de menaces, détournement d'argent
En 2015, le groupe a créé une fausse société afin d'accéder à un lieu où le Premier ministre David Cameron prononçait un discours devant la Confédération de l'industrie britannique ; là, le membres de Vote Leave ont chahuté le 1er ministre, et levé des banderoles indiquant « CBI = voix de Bruxelles ». Dominic Cummings a ensuite déclaré : « Vous pensez que ceci est méchant ? Vous n'avez encore rien vu. Ces gars ont laissé tomber le pays, ils vont être sous la loupe. Merde, difficile... Ça va être dur ».
Vote Leave a en outre déclaré son intention de cibler et perturber les réunions d'organisations et d'entreprises pro-UE. Dans une lettre à la Commission électorale, Sir Eric Pickles (ancien ministre conservateur du cabinet), a déclaré, en vain, que Vote Leave s'était ainsi disqualifié du statut de chef de file de la campagne référendaire pro-Brexit (statut donnant à la campagne le droit à un financement public) après avoir promis de mener une campagne « méchante » contre les opposants.
En 2018 des groupes de pression ou de "sensibilisation » tels que le groupe BeLeave (ciblant spécifiquement les jeunes anglais, créé par Darren Grimes) ont été accusés d'être des organisations fantoches, utilisées par Vote Leave pour canaliser de l'argent illégal (contournant les plafonds légaux de dépenses de la campagne référendaire).

3 ans plus tard, George Eaton cite l'imprimatur de trois avocats principaux (Clare Montgomery QC, Helen Mountfield QC et Ben Silverstone de Matrix Chambers) ayant conclu que Vote Leave a peut-être « dépensé d'énormes sommes illégalement », et qu'il y a des raisons de soupçonner « que le directeur de campagne et ancien assistant de Michael Gove, Dominic Cummings a conspiré pour enfreindre la loi et que Stephen Parkinson et son collègue no 10, Cleo Watson, ont peut-être« conspiré avec d'autres pour commettre des infractions »,. BeLeave était basé dans le siège social même de Vote Leave.
Fin mars 2018, Channel 4 a qualifié a posteriori la campagne pro-Brexit de « totalement illégale ». Environ 6 mois plus tard (le 14 septembre 2018), la Haute Cour de justice estimait que la Commission électorale avait eu tort de suspecter une collusion illégale entre Vote Leave et Darren Grimes, mais confirmait que le dépassement de budget de Vote Leave était illégal. Vote Leave, prétendant qu'il n'aurait pas payé BeLeave sans l'avis favorable de la Commission électorale, a initialement fait appel de son amende, puis a retiré cet appel en mars 2019 et payé l'intégralité de son amende. Vote Leave a aussi été condamné à payer 20 000 £ pour manque de registre précis de ses dépenses, pour ne pas s'être conformé à un avis statutaire et avoir dépassé sa limite de dépenses, et à 1 000 £ pour omission de factures et de reçus dans ses déclarations.
Il est en outre aujourd'hui avéré, grâce aux analyses rétrospective de comptes de campagne et à l'un des lanceurs d'alerte qui travaillaient chez Cambridge Analytica (Christopher Wylie) que Cambridge Analytica a joué un rôle crucial, et démocratiquement néfaste, dans le cours du Référendum sur le Brexit, en agissant de concert avec son homologue canadien AggregateIQ ; en octobre 2020 il sera démontré qu'AggregateIQ, petite société alors presque inconnue, a reçu environ 3,5 millions de livres sterling de quatre groupes de campagne pro-Brexit (Vote Leave, BeLeave, Veterans for Britain et Democratic Unionist Party d'Irlande du Nord), et que cet argent a permis de cibler de nombreux électeurs anglais de telle manière qu'ils se représentent le Brexit comme désirable. Selon Christopher Wylie, « sans AggregateIQ, le camp du 'Leave' n'aurait pas pu gagner le référendum, qui s'est joué à moins de 2 % des votes »,. »